# 蒙特隆 (马恩省)
蒙特隆（法語：Monthelon，法語發音：[mɔ̃tlɔ̃]）是法国马恩省的一个市镇，属于埃佩尔奈区。

## 地理
蒙特隆（48°59'36"N, 3°56'5"E）面积2.66 平方千米，位于法国大東部大區马恩省，该省份为法国东北部内陆省份，北起阿登省，西北接埃纳省，西南接塞纳-马恩省，南至奥布省，东南接上马恩省，东临默兹省。
与蒙特隆接壤的市镇（或旧市镇、城区）包括：皮耶里、沙沃-库尔库尔、屈伊、芒西、莫朗日斯、穆西。

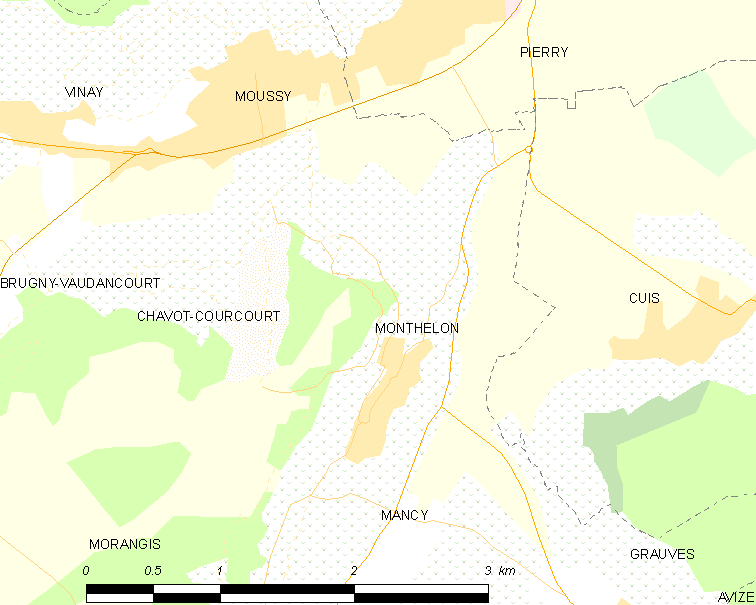
的OSM定位图

蒙特隆的时区为UTC+01:00、UTC+02:00（夏令时）。

## 行政
蒙特隆的邮政编码为51530，INSEE市镇编码为51378。

## 政治
蒙特隆所属的省级选区为埃佩尔奈第二县。

## 人口

1962-2008年间人口变化图示

蒙特隆于2022年1月1日时的人口数量为346人。